# Sân bay Dimapur
Sân bay Dimapur (IATA: DMU, ICAO: VEMR) là một sân bay ở Dimapur, bang Nagaland, Ấn Độ. Sân bay này nằm ở độ cao 148 m, có 1 đường băng dài 2290 m bề mặt asphalt.

## Các hãng hàng không và các tuyến điểm
- Deccan (Imphal, Kolkata)
- Indian Airlines (Guwahati, Kolkata)